# Нороконев, Темиргали Тюбиевич

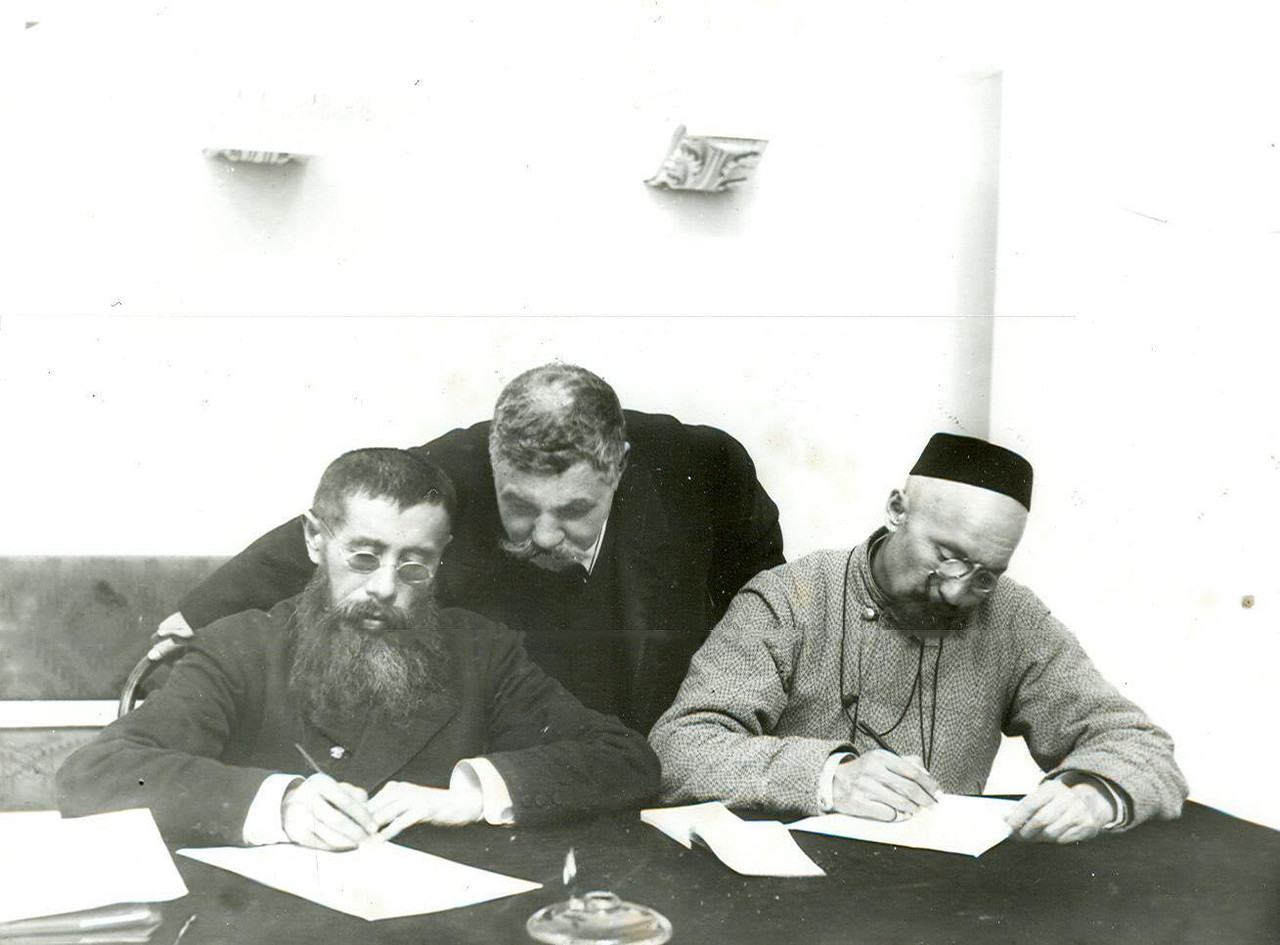
Депутаты-казахи Бахытжан Каратаев и Темиргали Нороконев заполняют документы, над ними склонился азербайджанский депутат Мухаммед-ага Шахтахтинский.

Темиргали Тюбиевич Нороконев вариант Хаджи-Темир-Гали Тютиевич Нурекенов (1859—1919) — депутат Государственной думы Российской империи II созыва от Семипалатинской области.

## Биография
По национальности казах. Происходит из рода уак. Исповедовал ислам суннитского толка. Родился в семье кочевника. Окончил казахскую начальную школу. Основные занятия — скотоводство и торговля. Владел более 2000 головами скота. Имел дом. Был управителем Сейтеневской волости Павлодарского уезда.
В числе пяти возможных кандидатов был предложен депутатом Первой Государственной Думы от Семипалатинской области Алиханом Букейхановым, лишённым права баллотироваться за участие в «Выборгском воззвании». 12 февраля 1907 избран в Государственную думу II созыва от съезда уполномоченных от инородческих волостей. Вошёл в Мусульманскую фракцию и Сибирскую группу, примыкал к Конституционно-демократической фракции (по другим сведениям состоял в ней). В Думе участвовал в прениях по вопросу о помощи безработным.
Дальнейшая судьба неизвестна. Умер в 1919 году.

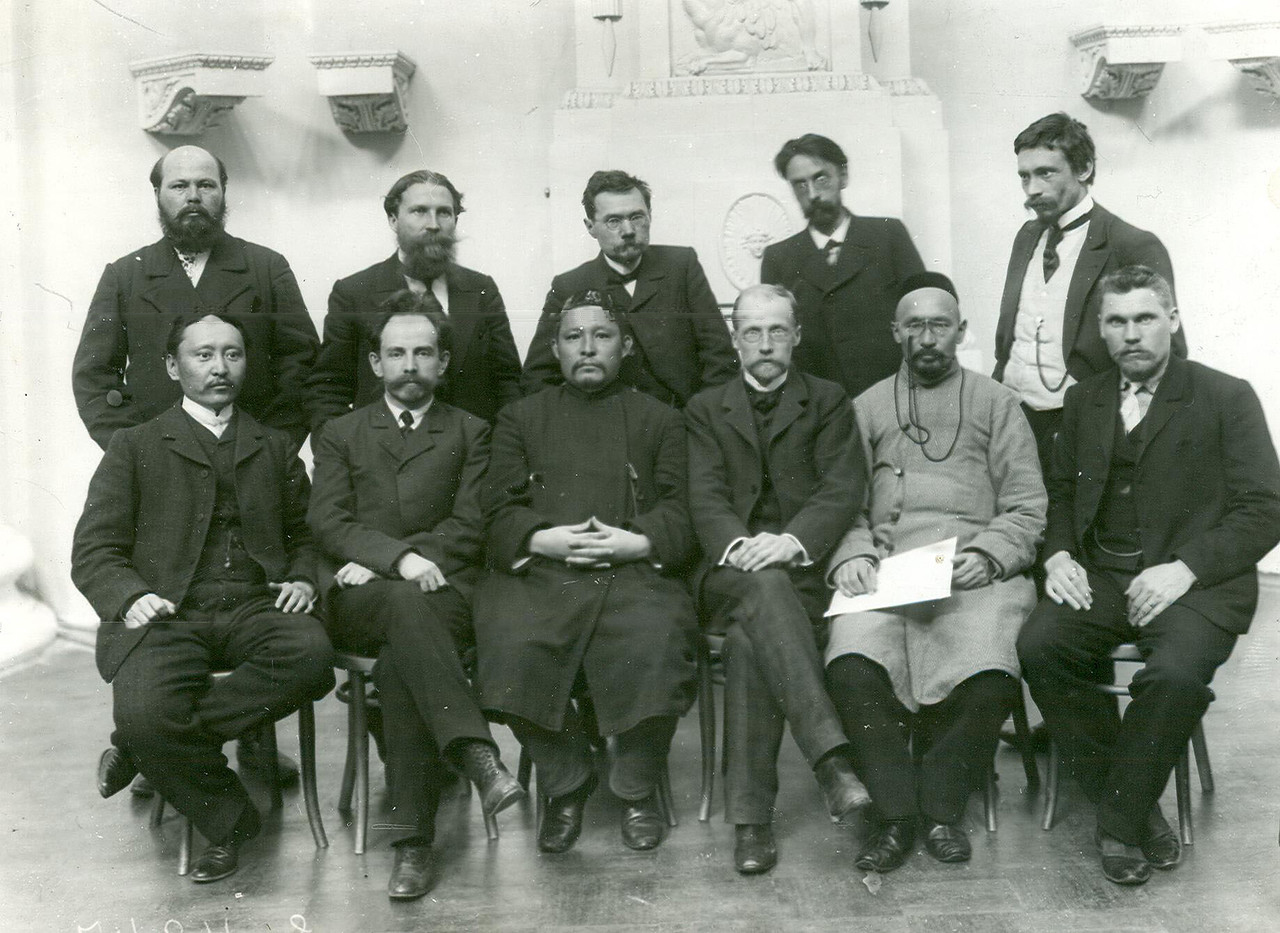
Депутаты 2-й Думы от Сибири и Степного края, Т. Нороконев, сидит 2-й справа